# Лінденфелд
Лінденфелд, Лінденфельд (рум. Lindenfeld) — село у повіті Караш-Северін в Румунії. Входить до складу комуни Букін.
Село розташоване на відстані 328 км на захід від Бухареста, 17 км на схід від Решиці, 84 км на південний схід від Тімішоари.